# ファイルーズあい
ファイルーズ あい（ローマ字表記: Fairouz Ai、アラビア語エジプト方言: فيروز آي、1993年7月6日 - ）は、日本の女性声優。東京都出身。マウスプロモーション所属。

## 略歴
東京都生まれ。両親が共働きだったため、小学校5年から卒業時までエジプト・ギザのカイロ日本人学校に留学し、中学校入学と同時に帰国。日本の学校でクラスに馴染めず悩んでいた時、漫画『ジョジョの奇妙な冒険 ストーンオーシャン』を読んでファンになり、高校1年生の時にSkype上で行われていたファンによる『ジョジョ』のオンライン朗読会に参加するようになる。そして、朗読や演技を繰り返す中で『ジョジョ』のアニメに出る夢を抱き、声優を志すに至った。
しかし高校卒業後は親の強い反対もあって声優の道には進まず、絵を描くのが好きだったため絵の仕事に就職しようとグラフィックデザインの専門学校に入学した。だが、3年次には声優養成所に行きたいという気持ちが再燃。専門学校を卒業すると、養成所に進むなら社会人を経験してからという親から提示された条件をクリアするため、就職活動を経て正社員となり、歯科助手として1年間働いて養成所に通うための資金を貯めた。そののち自身の貯金でプロ・フィット声優養成所に入所。「息の長い声優になるには、基礎から逃げちゃダメだ」と考え、養成所では1年間後には事務所所属声優となれる可能性のある本科ではなく、基礎科からのスタートを選んだ。基礎科を経て本科に進み、卒業後の2019年1月より預かり所属となり、2020年1月より準所属、2021年4月より正所属に昇格。プロ・フィットへの所属を目指した理由は、養成所で講師を担当していた塩屋翼がテレビアニメ『ジョジョの奇妙な冒険』でウィル・A・ツェペリを演じていたため、「プロ・フィットに所属すればジョジョのアニメに出演できるチャンスがあるんじゃないか」と考えたからである。後に『ストーンオーシャン』で主人公の空条徐倫役に決定した時は「12年間追い続けていた夢が叶ったことの喜びで涙が止まりませんでした」とコメントしている。
2019年、初アフレコ作品となるテレビアニメ『ダンベル何キロ持てる?』の紗倉ひびき役で初主演を務め、声優デビュー。
2020年、第14回声優アワードで新人女優賞を受賞した。
2021年、テレビドラマ『最愛のひと〜The other side of 日本沈没〜』の東条凛香役で実写ドラマ初出演。
2022年、プロ・フィットが3月末にマネジメント業務を終了したことにともない、同年4月にラクーンドッグに移籍。
2024年12月31日、所属事務所より心的外傷後ストレス障害（PTSD）発症に伴い、回復を優先させるため一部活動を制限することが発表された。ファイルーズ本人も自身のXにて、数ヶ月前にPTSDを発症した事やプライベートの事情が発症の原因であるとした上で、期待や応援の気持ちに応えたくて、数ヶ月間努力してきたものの、今は治療に専念する事が最善であると判断し、事務所や周囲のサポートも得る事ができることになったと経緯を説明している。
2025年、第19回声優アワードにて、外国映画・ドラマ賞を受賞。
2025年3月31日をもってラクーンドッグを退所し、4月1日よりマウスプロモーションに移籍。あわせて、医師の診断により、この日をもって制限を解除し活動を再開すると発表した。

## 人物
ファイルーズはファーストネームで、幼少時からのニックネームはファイちゃん。
エジプト人の父と日本人の母をもつハーフ。
兄はアイスクライミング日本代表の門田ギハードで、デビュー以前の2017年の漫画『ヨメクラ』第7巻特装版のドラマCD出演時には、フルネームと思われる「門田ファイルーズあい」でクレジットされていたが、2019年の声優デビュー後は名前のみの芸名となっている。「ファイルーズ」（を発音した場合）のアクセントは本人によると、消臭剤の「ファブリーズ」と同じ。また、「ファイルーズあい」のアクセントは「配偶者あり」と同じ。
趣味は絵を描くこと、ホラー映画鑑賞、筋トレ、ファッション。特技はアラビア語エジプト方言の日常会話、デスボイス。資格はビジネススキル検定3級と乗馬技能検定4級、普通自動車免許。ファンシーラットを飼っている。
特に筋トレに関してはキャラクターの一つと捉えられるほど打ち込んでいる。週3でジム通いをするほど。この趣味が活かされ、テレビアニメ『ダンベル何キロ持てる?』の企画でなかやまきんに君と筋トレを行い、NHK総合『みんなで筋肉体操』の2020年の新春スペシャルでもアシスタントとして筋トレを実演した。元々運動は苦手であったが、映画俳優が役作りのために筋トレをしていることを知り、自らも美しい筋肉を手に入れるべくスポーツジムに勤務するかたわらトレーニングをするに至った。また、乗馬技能検定4級を取得した理由は、『ジョジョ』第7部『スティール・ボール・ラン』を読んで「馬に乗りたい」と思ったから。
声優になったきっかけであり、特技の乗馬を始める動機ともなった『ジョジョ』以外に、好きな漫画作品として『監獄学園』、『魁!!男塾』、『北斗の拳』、『アカギ』、『カイジ』などを挙げている。幼少期に見ていたアニメ作品として『地獄先生ぬ〜べ〜』、『学校の怪談』、『笑ゥせぇるすまん』、『怪物くん』、『週刊ストーリーランド』、『金色のガッシュベル!!』などを挙げ、とりわけ『金色のガッシュベル!!』については2次元の初恋はゼオン・ベルであり、小学生の頃にゼオンに出会ってオタクに目覚めたと語り、留学中のエジプトまで録画したビデオテープを送ってもらっていたと語っている。ゲームは「バイオハザードシリーズ」をプレイしたことがある。
仲の良い声優として、同じ声優養成所出身かつ帰国子女でもある内田秀や、『ダンベル何キロ持てる？』で共演した雨宮天を挙げている。
なおプロフィールの特技欄に口語であるアラビア語エジプト方言の日常会話と記載されボイスサンプルにもエジプト会話講座の見本音声が収録されているが、アニメ『ふしぎ駄菓子屋 銭天堂』第50話「バイリンガール」ではミーナ役として文語である現代標準アラビア語（正則アラビア語、フスハー）によるせりふを担当し、2種類のアラビア語を披露した形となった。

## 出演
太字はメインキャラクター。

### テレビアニメ
2019年
- ワンパンマン（女性市民A）
- けだまのゴンじろー（スタッフ、女子(1)）
- ダンベル何キロ持てる?（紗倉ひびき）
- Dr.STONE（世界の人々）
- Re:ステージ! ドリームデイズ♪（アイドル）
- ダンジョンに出会いを求めるのは間違っているだろうかII（小隊長）
- アイカツフレンズ! 〜かがやきのジュエル〜（ソルベット市民）
- 神田川JET GIRLS（2019年 - 2020年、エミリー・オレンジ）
- 慎重勇者〜この勇者が俺TUEEEくせに慎重すぎる〜（ヴァルキュレ）
- ライフル・イズ・ビューティフル（生徒）

2020年
- 推しが武道館いってくれたら死ぬ（えりぴよ）
- 群れなせ!シートン学園（シンクロ部・部員♀）
- キラッとプリ☆チャン（2020年 - 2021年、アリス・ペペロンチーノ / 輝アリス）
- フルーツバスケット（女子生徒）
- ミュークルドリーミー（2020年 - 2022年、安西ときわ） - 2シリーズ
- モンスター娘のお医者さん（ケイ・アルテ）
- 宇崎ちゃんは遊びたい!
- GREAT PRETENDER（女）
- 半妖の夜叉姫（2020年 - 2022年、竹千代、狸平菊之助） - 2シリーズ
- 神達に拾われた男（2020年 - 2023年、ジェーン） - 2シリーズ

2021年
- ヒーリングっど♥プリキュア（キュアサマー）
- はたらく細胞!!（日和見菌2）
- トロピカル〜ジュ!プリキュア（2021年 - 2022年、夏海まなつ / キュアサマー）
- ふしぎ駄菓子屋 銭天堂（2021年 - 2025年、こはく、ミーナ、スーザン、美月、八十島優樹菜 他）
- 究極進化したフルダイブRPGが現実よりもクソゲーだったら（アリシア）
- バトルアスリーテス大運動会 ReSTART!（アンナ・オールドマン）
- 東京リベンジャーズ（2021年 - 2023年、佐野万次郎〈少年・小学生〉） - 3シリーズ
- かげきしょうじょ!!（山田清子）
- 逆転世界ノ電池少女（赤城りん）
- おじゃる丸（2021年 - 2024年、お清少納言、女子高生）

2022年
- ジョジョの奇妙な冒険 ストーンオーシャン（2022年  - 2023年、空条徐倫、アイリン、徐倫似の女） - 3シリーズ
- 遊☆戯☆王ゴーラッシュ!!（2022年 - 2025 年、猫、ニャンデスター / ザ☆ニャンデスター）
- 乙女ゲー世界はモブに厳しい世界です（アンジェリカ・ラファ・レッドグレイブ）
- 骸骨騎士様、只今異世界へお出掛け中（アリアン）
- くノ一ツバキの胸の内（スミレ）
- まちカドまぞく 2丁目（ウガルル）
- 咲う アルスノトリア すんっ!（ディウーネ）
- 陰の実力者になりたくて!（2022年 - 2023年、デルタ） - 2シリーズ
- チェンソーマン（パワー）
- 虫かぶり姫（ソフィア）

2023年
- 便利屋斎藤さん、異世界に行く（ラエルザ、モーロック〈女〉）
- クレヨンしんちゃん（2023年 - 2024年、バリバリガールズ・カオル）
- ひろがるスカイ!プリキュア（キュアサマー）
- もういっぽん!（堂本恵）
- おしりたんてい コズミックフロント（ミック）
- ユーチューニャー（ニャー）
- 魔法少女マジカルデストロイヤーズ（アナーキー）
- 異世界召喚は二度目です（リヴァイア）
- この素晴らしい世界に爆焔を!（セシリー）
- 異世界でチート能力を手にした俺は、現実世界をも無双する〜レベルアップは人生を変えた〜（エミリア）
- 悲劇の元凶となる最強外道ラスボス女王は民の為に尽くします。（プライド・ロイヤル・アイビー）
- 無職転生 II 〜異世界行ったら本気だす〜（2023年 - 2024年、リニアーナ・デドルディア） - 2シリーズ
- ライアー・ライアー（枢木千梨）
- ドラえもん（テレビ朝日版第2期）（ロッテ・ミュンヒハウゼン）
- Lv1魔王とワンルーム勇者（ヘカテ）
- ラグナクリムゾン（2023年 - 2024年、スライム）
- 冒険者になりたいと都に出て行った娘がSランクになってた（マルグリット）
- アンダーニンジャ（忍研の女 / 日比乱乱）
- カミエラビ（2023年 - 2024年、ミツコ / 沖野美津子） - 2シリーズ
- ひきこまり吸血姫の悶々（ネリア・カニンガム）

2024年
- 悪役令嬢レベル99 〜私は裏ボスですが魔王ではありません〜（ユミエラ・ドルクネス）
- 七つの大罪 黙示録の四騎士（ガウェイン） - 2シリーズ
- 転生したら第七王子だったので、気ままに魔術を極めます（2024年 - 2025年、グリモ） - 2シリーズ
- クマーバ（クマーバ） - 2シリーズ
- 怪異と乙女と神隠し（緒川菫子）
- 喧嘩独学（八潮秋）
- 怪獣8号（2024年 - 2025年、四ノ宮キコル） - 2シリーズ
- 真夜中ぱんチ（りぶ）
- ばいばい、アース（2024年 - 2025年、ラブラック＝ベル） - 2シリーズ
- 嘆きの亡霊は引退したい（リィズ・スマート）
- ネガポジアングラー（鮎川ハナ）
- 株式会社マジルミエ（桜木カナ）
- 凍牌〜裏レート麻雀闘牌録〜（2024年 - 2025年、アミナ）
- 結婚するって、本当ですか（海山ナオ）
- ドラゴンボールDAIMA（2024年 - 2025年、パンジ）

2025年
- 沖縄で好きになった子が方言すぎてツラすぎる（比嘉夏菜）
- ニートくノ一となぜか同棲はじめました（百地彩夢
- 妖怪学校の先生はじめました!（目競べ）
- ボールパークでつかまえて!（ルリコ）
- ウマ娘 シンデレラグレイ（シリウスシンボリ）
- 強くてニューサーガ（リーゼ）
- クレバテス-魔獣の王と赤子と屍の勇者-（カルメ）
- まったく最近の探偵ときたら（星野アズハ）
- 東島丹三郎は仮面ライダーになりたい（ユカリス）
- 私を喰べたい、ひとでなし（社美胡）

2026年
- Re:ゼロから始める異世界生活 4th season（シャウラ）
- デッドアカウント（漆栖川希詠）

時期未定
- 魔法少女育成計画 restart（マスクド・ワンダー）

### 劇場アニメ
2020年
- どうにかなる日々（小夜子）

2021年
- 映画 トロピカル〜ジュ!プリキュア プチ とびこめ!コラボ♡ダンスパーティ!（夏海まなつ / キュアサマー）
- 映画 トロピカル〜ジュ!プリキュア 雪のプリンセスと奇跡の指輪!（夏海まなつ / キュアサマー）

2022年
- わたしだけのお子さまランチ（キュアサマー）

2023年
- 機甲英雄 劇場版 我與我等於無限大（巴克斯、鏡像 巴克斯）
- 映画 プリキュアオールスターズF（夏海まなつ / キュアサマー）

2025年
- 映画しまじろう しまじろうとゆうきのうた（マイリー）
- 劇場版 チェンソーマン レゼ篇（パワー）

### OVA
- 神田川JET GIRLS ここから始まる東京ガールズプロモーション（2020年、エミリー・オレンジ）
- planetarian 〜雪圏球〜（2021年、秋野晋〈少年〉[129]）

### Webアニメ
2018年
- ハツラツ君（ハツラツ君）

2019年
- クマーバチャンネル（クマーバ）
- 機甲英雄 機鬥勇者 日本語版（巴克斯）
- たとえとどかぬ糸だとしても（クロエ）
- ゼノンザード THE ANIMATION（南野るり）

2022年
- 賭ケグルイ双（愛浦心）
- かげじつ！（2022年 -  2023年、デルタ）
- うまゆる（2022年 - 2023年、シリウスシンボリ）

2023年
- スペアイ SPACE IDOL（サフィー）
- Fate/Grand Order 藤丸立香はわからない（清少納言）
- 放課後のブレス（ナンジャモ）
- 悪魔くん（グレモリー）
- ポケモンコンシェルジュ（アリサ）

2024年
- ちょろぴゅあ（古賀ゆいな）
- SWEETS MATE（チェル）

### ゲーム
2019年
- グランドサマナーズ（2019年 - 2024年、獣神拳后シンシア、デルタ）
- ブレイブソード×ブレイズソウル（2019年 - 2025年、ヘルゲスト、イゾルデ、レディル）
- クイズRPG 魔法使いと黒猫のウィズ（2019年 - 2025年、ソルテリア・アギオ、渡辺こすも、桜木カナ）
- 荒野のコトブキ飛行隊 大空のテイクオフガールズ!（ドロシー）
- 黒騎士と白の魔王（2019年 - 2022年、ハートの女王、メフィスト）
- CARAVAN STORIES（ラメライザ）
- ファイアーエムブレム ヒーローズ（2019年 - 2025年、フィーナ、ユナカ）
- りっく☆じあ〜す（2019年 - 2025年、M551シェリダン〈AMTRS.Ver〉、東山思希、T-84U、シェリダンAMTRS-IZ/N）
- ハローヒーロー: Epic Battle（ローズ）
- モンスターストライク（2019年 - 2024年、ツララ、えび天娘。〈阿修羅〉、サトリ、空条徐倫、パワー、デルタ、四ノ宮キコル）
- けものフレンズ3（トナカイ）
- にじいろLive（キャサリン）
- デュエル・マスターズ プレイス（チッチ・ホッピー、ダイヤモンド・ブリザード）
- ブラウンダスト（2019年 - 2021年、シオーナ、バーバリーバ）
- メイプルストーリー（虎影〈女〉）
- Shadowverse（ペインレスサムライ、座敷童、マジカルキャット）

2020年
- 白猫テニス（ハル）
- 神田川JET GIRLS（エミリー・オレンジ）
- OVERHIT（ヴィオレッタ）
- ラストピリオド -終わりなき螺旋の物語-（チュマルル）
- Fate/Grand Order（2020年 - 2022年、清少納言） - 2作品
- 共闘ことばRPG コトダマン（2020年 - 2024年、ディスクルド、モウ想グン、テフヌト、リアトギスマス、パワー、グリモ）
- にゃんグリラ（蘭帝、チェルシー）
- この素晴らしい世界に祝福を!ファンタスティックデイズ（セシリー）
- マルコと銀河竜（瑠璃）
- メリーガーランド（テレジア、ギア、ノストラ）
- アズールレーン（イントレピッド）
- 華麗なる宮廷の女たち（ヒロイン）
- ピコットタウン（フレール）
- キングダムオブヒーローズ（シヴ）
- Cytus II（チェリー）
- 禍つヴァールハイト（マリー・アルテルシエ・ヴァールハイト）
- ドラガリアロスト（ナディーン）
- Summer Pockets REFLECTION BLUE（神山識）
- 天華百剣 -斬-（へし切長谷部）
- 艦隊これくしょん -艦これ-（2020年 - 2022年、Hornet）
- キラッとプリ☆チャン（アリス）
- あまやどり
- グラフィティスマッシュ（シュラン）
- あの日の旅人、ふれあう未来（藍井珠季）
- MASS FOR THE DEAD（ヴァルキュレ）
- 装甲娘 ミゼレムクライシス（ヨウキヒ）
- 白猫プロジェクト（カクリア、パワー）
- OCTOPATH TRAVELER 大陸の覇者（2020年 - 2024年、メノ、キャロル、ポーラ、オリ）
- SHOW BY ROCK!! Fes A Live（ぎゃらこ）
- グランブルーファンタジー（2020年 - 2024年、フィオリト）
- 東方ロストワード（稀神サグメ、依神紫苑）

2021年
- 幻獣契約クリプトラクト（ヘンリエッタ）
- ワールドフリッパー（ディレット）
- ブルーアーカイブ -Blue Archive-（2021年 - 2023年、愛清フウカ）
- スタースマッシュ（ジュリ）
- Epic Seven-エピックセブン-（ランディ）
- マギアレコード 魔法少女まどか☆マギカ外伝（2021年 - 2022年、神楽燦）
- ワンダーボーイ アーシャ・イン・モンスターワールド（アーシャ 他）
- 結城友奈は勇者である 花結いのきらめき（2021年 - 2022年、法花堂姫）
- ブラック・サージナイト（ジャヴェリン）
- 異世界に飛ばされたらパパになったんだが 〜精霊騎士団物語〜（ジャス）
- 咲う アルスノトリア（ディウーネ）
- パズルガールズ（ジャン・バール、金剛）
- 東方ダンマクカグラ（チルノ）
- Naraka: Bladepoint（紫萍）
- タイムディフェンダーズ（シャルル）
- planetarian 〜雪圏球〜（秋野晋〈少年〉）
- ブレイブ フロンティア レゾナ（ヘルガ）
- 八月のシンデレラナイン（風祭せりな、紗倉ひびき）
- 英雄伝説 黎の軌跡（アシェン・ルウ、セリス・オルテシア）
- クッキーラン: キングダム（麻辣味クッキー）
- ウマ娘 プリティーダービー（シリウスシンボリ）
- ラグナドール 妖しき皇帝と終焉の夜叉姫（一本だたら）
- 機動都市X（九重）
- パニリヤ・ザ・リバイバル（セリダ）
- ドラゴンクエストX 天星の英雄たち オンライン（ナンナ、モナン）
- ELYON（マリー・コーマック）
- グランサガ（2021年 - 2024年、バアルザード、コベット、カンナ）
- 千銃士:Rhodoknight（ヴィヴィアン）
- Sdorica（Cherry）

2022年
- ジョジョの奇妙な冒険 ラストサバイバー（空条徐倫）
- ファイナルギア-重装戦姫-（セラ、シャロン）
- N -INNOCENCE-（ヘルメス）
- ユグドラ・レゾナンス（ミカエラ）
- 聖剣伝説 ECHOES of MANA（ダッフル）
- 放置少女〜百花繚乱の萌姫たち〜（2022年 - 2025年、天草四郎、三蔵法師）
- コードギアス Genesic Re;CODE（モリアーティ）
- 少女廻戦（元稹、田豫）
- 燐光のレムリア 星空の絆（シオン）
- DNF Duel（ストライカー）
- ボンバーガール RAINBOW（プラチナ）
- クァンタムマキ（ケリー）
- ジョジョの奇妙な冒険 オールスターバトルR（空条徐倫）
- 剣と魔法と学園クエスト。（スピネル） - DLC追加キャラクター
- オーバーナイトティ（まゆら・ロイヤルミルクティ）
- 聖塔神記 トリニティトリガー（ウィズ）
- ディスクロニア:クロノスオルタネイト（システリア）
- 英雄伝説 黎の軌跡 II -CRIMSON SiN-（セリス・オルテシア、アシェン・ルウ）
- レッド: プライドオブエデン（セバス）
- オーバーウォッチ2（キリコ）
- Echocalypse -緋紅の神約-（モリ、ケイ）
- キングオブキングダム -KING OF KINGDOMS-（お市の方）
- スターオーシャン6 THE DIVINE FORCE（マリエル・L・ケニー）
- 無期迷途（EMP）
- ハーヴェステラ（クレス）
- 勝利の女神：NIKKE（2022年 - 2023年、ソルジャーF.A.、ベロータ、パワー）
- PUBG MOBILE（アップビートガール）
- ブラック★ロックシューター FRAGMENT（ミア）
- 陰の実力者になりたくて！マスターオブガーデン（デルタ）
- グーニャモンスター（ピラルク）
- パズル&ドラゴンズ（空条徐倫）

2023年
- クラッシュフィーバー（2023年 - 2024年、シャトラン、桜木カナ）
- ファイアーエムブレム エンゲージ（ユナカ）
- MONSTER UNIVERSE（リゼ）
- クローバーシアター（レグラヴァ）
- OCTOPATH TRAVELER II（オリ）
- タワーオブスカイ（キララ）
- Dislyte -神世代ネオンシティ-（サリー）
- ミステリーレコード（アカネ）
- マジデス壊 魔法少女マジカルデストロイヤーズ（アナーキー）
- シン・クロニクル（パルテニアス）
- アナザーエデン 時空を超える猫（セスタ）
- プリンセスコネクト！Re:Dive（2023年 - 2024年、ヤマト）
- 404 GAME RE:SET -エラーゲームリセット-（バーチャファイター）
- オメガストライカーズ（バァイス）
- メメントモリ（シヴィ）
- ガーディアンテイルズ（オルカ）
- とある魔術の禁書目録 幻想収束（サーティーンデス）
- WAR OF THE VISIONS ファイナルファンタジー ブレイブエクスヴィアス 幻影戦争（メルニア）
- 大航海時代 Origin（今井さき）
- アーマード・コアVI ファイアーズオブルビコン（エア）
- SYNCED（レイラ）
- ゴエティアクロス（サバダイオス）
- ユグドラリバース（ミカエラ）
- リバース:1999（エターニティ）
- takt op. 運命は真紅き旋律の街を（タンホイザー）
- ペルソナ5 タクティカ（ゲルニカ、ルカ）
- 東方幻想エクリプス（博麗霊夢）
- ＃コンパス 戦闘摂理解析システム（パワー）
- ポーカーチェイス（愛原咲希）

2024年
- ポケモンマスターズEX（2024年 - 2025年、ナンジャモ）
- 天空のアムネジア（前田慶次）
- 東京リベンジャーズ ぱずりべ！全国制覇への道（佐野万次郎〈幼少期〉）
- 御城プロジェクト:RE〜CASTLE DEFENSE〜（ジャバウォック島）
- マクロス -Shooting Insight-（エリス・ベアトリックス）
- ユニコーンオーバーロード（メリザンド）
- ヴァルキリーコネクト（デルタ）
- Rise of the Ronin（主人公〈女性〉）
- フォートレスサガ（ティリー）
- 星になれ ヴェーダの騎士たち（レベッカ）
- 百英雄伝（CJ）
- アウタープレーン（アエル）
- スターリーピングストーリー（金色の球体）
- モンソニ!（2024年 - 2025年、阿修羅）
- ゴシックは魔法乙女〜さっさと契約しなさい!〜（博麗霊夢）
- 雀皇麻雀（スフィンクス）
- 護縁（トリュ）
- 北海道連鎖殺人 オホーツクに消ゆ 〜追憶の流氷・涙のニポポ人形〜（彩）
- パワフルプロ野球 栄冠ナイン クロスロード（咲道あかり）
- リバースブルー×リバースエンド（ゼロ）
- 英雄伝説 界の軌跡 -Farewell, O Zemuria-（セリス・オルテシア）
- カイジ外伝：激熱の街（バレリア）
- 原神（シロネン）
- メタファー:リファンタジオ（キャゼリナ）
- Wizardry Variants Daphne
- 魔界戦記ディスガイアRPG 〜最凶魔王決定戦！〜（リィズ・スマート）
- ロマンシング サガ2 リベンジオブザセブン（オアイーブ）
- ドラゴンボールスーパーダイバーズ（パンジ）
- 魔女のふろーらいふ（藤守朱音）
- Fit Boxing 3 -Your パーソナルトレーナー-（モニカ）
- 転生したら第七王子だったので、気ままに魔術を極めます - マスターオブマジック（グリモ）
- 黄昏に潜む梟と、明け方の昴（髙村穂華）

2025年
- かんぱに☆ガールズ RE:BLOOM（シルルク・クントゥム）
- Fantôme Rapport -ファントム・ラポール-（支配人）
- 無双アビス（エンマ）
- 凍牌 -略奪イカサマ麻雀録-（アミナ）
- アサシン クリード シャドウズ
- 異世界∞異世界 〜次はどの作品を、集めよう。〜（グリモ）
- Rusty Rabbit（アナ）
- HUNDRED LINE -最終防衛学園-（飴宮怠美）
- スカーレッドサルベーション（ウィロ・マーティン）
- シャインポスト Be Your アイドル!（梨子木麗美）
- 龍の国 ルーンファクトリー（クラリス）
- ドラゴンボールZ カカロット（パンジ）
- 伊達鍵は眠らない - From AI：ソムニウムファイル（月夜野日菜）
- みんなのGOLF WORLD（ジャスミン）
- トワと神樹の祈り子たち（ムツミ）
- 魔女ガミ－The Witch of Luludidea－（マキシ）

### ドラマCD
- ヨメクラ（2017年、部員2、男子2）
- ヒプノシスマイク「-Division Rap Battle- Official Guide Book - 中王区言の葉党ドラマトラック」（2020年、邪答院仄仄[335]）
  - Bad Ass Temple VS 麻天狼（2021年） ※ドラマパート
  - Fling Posse VS MAD TRIGGER CREW（2021年） ※ドラマパート
  - キズアトがキズナとなる（2022年） ※ドラマパート
  - .MAD TRIGGER CREW（2024年） ※ドラマパート
- プッシーキングさまの悪癖（2020年、アイラ）
- 悪役令嬢レベル99 〜私は裏ボスですが魔王ではありません〜（2021年、ユミエラ[336]）
- 歌舞伎町バッドトリップ 2（2022年、橋本楓）
- 恋した人は、妹の代わりに死んでくれと言った。（2024年、ウィステリア[337]）
- DIG-ROCK -BREAK TIME 3rd Season- Type:IC（2024年、野中ふうか[338]）

### デジタルコミック
- 【百合姫PP】たとえとどかぬ糸だとしても【PV】（2019年、クロエ[339]）
- アルバート家の令嬢は没落をご所望です（2019年、メアリ[340]）
- 反抗できない！いばらちゃん（2020年、いばら[341]）
- 黒ギャルさんが来る！（2021年、愛月[342]）
- 悪役令嬢レベル99 〜私は裏ボスですが魔王ではありません〜（2021年、ユミエラ[343]）
- マーガレット2044（2022年、忽木奈々果[344]）
- 令和のダラさん（2023年、ダラさん[345]）
- 三途の川アウトレットパーク（2023年、田中春[346]） ※コミック『黒猫は泣かない。 新装版』特典
- テンマクキネマ（2023年、倉井雛希[347]）
- 僕らのありふれた愛（2023年、乙坂愛來[348]）
- ゆるカナディア（2024年、エレーナ[349]）
- 政略結婚のはずが、溺愛旦那様がご執心すぎて離婚を許してくれません（2024年、伊織[350]）

### オーディオドラマ
- BURNS SKOOL（2021年、藤井エルヴィス）
- 紅美鈴の超DOKIDOKI告白ボイス（2021年、紅美鈴[351]）
  - 紅美鈴のドキドキご奉仕ディスク（2022年、紅美鈴[352][353]）
- "自称"超能力少女・三船ユリ（2021年、三船ユリ[354]）
- ヘッドスパ美容院、癒やされながら身なりが整っちゃう（2022年、ひなこ）
- 我が焔炎にひれ伏せ世界 ep.1 魔王城、燃やしてみた（2022年、サイコ[355]） ※TSUTAYA限定小説購入特典
- こえのこころえ -九之重学園朗読部-（2023年、恩田いろり[356]）
- 私の愛した花の名は。（2023年、壱郷梅子[357]）
- 鋼の錬金術師 MOBILE 白銀の号哭（2024年、マーシア[358]）
- ちょろぴゅあ ASMR 学園祭で耳かきマッサージ〜金髪ギャルとドキドキ添い寝プラン〜（2024年、古賀ゆいな[359]）
- 蒸気街のアポリア（2024年、クロード[360]）
- Fantôme Rapport（2025年、支配人[361]）

### 吹き替え

#### 映画
- 百万長者と結婚する方法（2020年、ロコ・デンプシー〈ベティ・グレイブル〉[362]） - N.E.M版
- ブラック・クリスマス（2020年、ジェシー〈ブリタニー・オグレイディ〉）
- 明日への地図を探して（2021年、マーガレット〈キャスリン・ニュートン〉[363]）
- バイオハザード: ウェルカム・トゥ・ラクーンシティ（2022年、クレア・レッドフィールド〈カヤ・スコデラリオ〉[364]）
- THE BATMAN-ザ・バットマン-（2022年、セリーナ・カイル / キャットウーマン〈ゾーイ・クラヴィッツ〉[365]）
- セント・エルモス・ファイアー（2022年、ジュールズ〈デミ・ムーア〉[366][367]） - ザ・シネマ新録版
- search/#サーチ2（2023年[368]、ヴィーナ〈ミーガン・スリ〉）
- スクリーム6（2023年、クイン〈リアナ・リベラト〉[369]）
- トランスフォーマー/ビースト覚醒（2023年、アーシー[370]）
- フリークスアウト（2023年、マティルデ〈アウロラ・ジョヴィナッツォ〉[371]）
- メカバース:少年とロボット（2023年、システムドラゴン[372]）
- マダム・ウェブ（2024年、アーニャ・コラソン〈イザベラ・メルセード〉[373]）
- マッドマックス:フュリオサ（2024年、フュリオサ〈アニャ・テイラー＝ジョイ〉[374][19]）
- VESPER/ヴェスパー（2024年、キャメリア〈ロージー・マキューアン〉）[375]
- エイリアン:ロムルス（2024年、ナヴァロ〈アイリーン・ウー〉[376]）
- レッド・ワン（2024年、グリラ〈キーナン・シプカ〉[377]）
- エア・ロック 海底緊急避難所（2024年、エヴァ〈ソフィー・マッキントッシュ〉[378]）
- スーパーマン（2025年、イブ・テシュマッカー〈サラ・サンパイオ〉[379]）
- アプレンティス:ドナルド・トランプの創り方（2025年、イヴァナ・トランプ〈マリア・バカローヴァ〉[380]）

#### ドラマ
- DEBRIS / デブリ（2021年、ニコール・ヘグマン[381]）
- ミズ・マーベル（2022年、ナキア〈ヤスミーン・フレッチャー〉[382]）
- DMZ ニューヨーク非武装地帯（2022年、テニー〈シドニー・パーク〉[383]）
- プリティ・リトル・ライアーズ ORIGINAL SIN（2022年、ノア・オリヴァー〈マイア・レフィコ〉[384]）
- チャッキー シーズン2（2023年）[385]
- ジェン・ブイ（2023年、マリー〈ジャズ・シンクレア〉[386]）
- スター・ウォーズ:アコライト（2024年、メイ〈アマンドラ・ステンバーグ〉[387]）

#### アニメ
- プレイモービル マーラとチャーリーの大冒険（2021年、グリム博士[388]）
- ボス・ベイビー ファミリー・ミッション（2021年、糊ベイビー[389]）
- ハムスターとグレーテル（2023年、グレーテル・グラント・ゴメス[390]）
- バットウィール（2023年、ビビ[391]）
- スコット・ピルグリム テイクス・オフ（2023年、ラモーナ・フラワーズ[392][393]）
- トランスフォーマー アーススパーク（2024年、アーシー[394]）
- Tokyo Override（2024年、カイ[395]）

### Webドラマ
- 最愛のひと〜The other side of 日本沈没〜（2021年、東条凛香[21]）

### テレビ番組
※はインターネット配信。
- みんなで筋肉体操（2020年1月、NHK総合、アシスタント[396]）
- 声優と夜あそび 2024（2024年 - 、ABEMA※、金曜MC[397]）

### テレビドラマ
- 岸辺露伴は動かない（2021年、ジム会員の声、救急隊員の声、村内放送）

### ラジオ
※はインターネット配信。
- 石見舞菜香とファイルーズあいの「ふたラジ!!」（2020年、超!A&G+※[398]）
- ファイルーズあい ふぁいる!（2020年、マンガPark※）
- 石見舞菜香・ファイルーズあいの凸凹Thursday Night☆〜マジ東風イェア〜 → 石見舞菜香・ファイルーズあいの凸凹Saturday Night☆〜マジ東風イェア〜[注 2]（2020年 - 2022年、超!A&G+※・AG-ON Premium※[399]）
- ファイルーズあいの"愛"・ルーズ・Fight!（2020年 - 、音泉※）
- 前田佳織里・ファイル―ズあいのFUN'S PROJECT LAB（2021年 - 2022年、文化放送）
- 「ジョジョの奇妙な冒険 ストーンオーシャン」オラオラジオS（2022年 - 2023年、Warner Bros. Japan Anime公式YouTubeチャンネル※・音泉※[400]）
- 株式会社マジルミエ ラジオ広報部（2024年 - 、超!A&G+※・株式会社マジルミエ公式YouTubeチャンネル※）

### PV
- エリスの聖杯（2019年、ナレーション[401]）
- 対ありでした。 〜お嬢さまは格闘ゲームなんてしない〜 PV（2020年、深月綾[402]）
- 沖縄で好きになった子が方言すぎてツラすぎる（2021年、比嘉夏菜[403]、中村照秋）
- 「お前ごときが魔王に勝てると思うな」と勇者パーティを追放されたので、王都で気ままに暮らしたい PV（2021年、ナレーション[404]）
- 岩元先輩ノ推薦 コミックスPV（2021年、青沼シズマ[405]）
- 王様のプロポーズ ヒロイン告白PV（2022年、鴇嶋喰良[406]）
- ランジェリーガールをお気に召すまま（2022年、北条絢花[407]）
- 腕撃のパンツァー（2022年、猫子 他[408]）
- デッドアカウント（2023年 - 2024年、漆栖川希詠、縁城緋里[409]）
- 極東キメラティカ（2023年、ユーリ[410]）
- 一勝千金（2023年、ナレーション[411]）
- スターオーシャン セカンドストーリー R「60秒でわかるスターオーシャン！」（2023年、マリエル・L・ケニー[412]）
- 女甲冑騎士さんとぼく 第1巻発売記念PV（2024年、女甲冑騎士さん[413]）
- 悲劇の元凶となる最強外道ラスボス女王は民の為に尽くします。 第8巻発売記念PV（2024年、プライド[414]）
- 初恋キラー攻略計画（2024年、きい[415]）

### パチンコ・パチスロ
- 絶対衝激III（2021年、伊勢島紫[416]）
- Pフィーバーダンベル何キロ持てる?（2023年、紗倉ひびき[417]）
- スマスロ Sky Love（2024年、ラブ・ハート[418]）
- Lパチスロ ダンベル何キロ持てる？（2024年、紗倉ひびき）

### ナレーション
- アドビ短期集中ゼミ まご先生ゼミ（2018年）[419]
- 映画『殺さない彼と死なない彼女』予告編[420]
- 実写映画「ハニーレモンソーダ」予告（2021年）
- オンエア決めろ！－笑武－（2022年3月29日 - 9月27日、BSJapanext）
- S☆1（2022年 - 、TBS）
- Huluプレミア 「チャッキー」予告編（2022年）[421]
- プロモーションムービー Live2D クリエイター編（2022年）[422]
- 映画『カラダ探し』予告編（2022年）[423]
- 映画『M3GAN ミーガン』予告編（2022年）
- 映画『パーフェクト・ドライバー/成功確率100%の女』予告編（2023年）
- 映画『バービー』予告編（2023年）
- エクスペンダブルズ ニューブラッド×「お願いマッスル」スペシャルコラボ映像（2024年、紗倉ひびき[424]）
- ゲーム配当サービス「Playio」 紹介動画（2024年）[425][426]
- 映画『悪魔と夜ふかし』予告編（2024年）[427]

### 映像商品
- トロピカル〜ジュ！プリキュア 感謝祭[428]

### 朗読劇
- “自称”超能力少女・三船ユリ（2022年7月10日、東京証券会館ホール） - 三船ユリ 役[429]

### その他コンテンツ
- プラージュ okucoco 女性の声（2020年）[430][431]
- 37card年賀状（2021年）[432]
- 神奈川県 かなかなかぞく（2022年、みなとちゃん[433]）
- ドラゴンクエストタクト動画 スカウトマン・モナン（2022年、モナン[434]）
- 『ジョジョの奇妙な冒険』アニメ10周年記念展 音声ガイド（2022年）[435]
- ローソン銀行 ATM音声（2023年）[436]
- KADOKAWA『まったく最近の探偵ときたら』テレビCM（2023年、アズハ[437]）
- dアニメストア 音声広告（2023年）[438]
- プラネタリウム番組『星日和-上を向いて歩こう-』（2023年）[439]
- 『禁じられた遊び』オーディオブック（2023年）[440]
- 三井ショッピングパークカード「セゾン」WEBCM（2023年）[441]
- 『Marvel’s・ウェイストランダーズ：ホークアイ』オーディオブック（2023年、アッシュ・ウィリアムズ[442][443]）
- リアル脱出ゲーム×ジョジョの奇妙な冒険 ストーンオーシャン「ジョジョの奇妙な悪夢からの脱出」（2023年、空条徐倫[444]）
- MV「カビゴン寝てるんかーい！」歌唱（2024年）[445]
- 『悪役令嬢レベル99 〜私は裏ボスですが魔王ではありません〜』コミックス第4巻CM（2024年、ユミエラ[446]）
- Canva「めちゃカワ筋トレ表の作り方」「旅行のしおりの作り方」（2024年、動画の声[447]）
- THE IDOLM@STER SHINY COLORS LIVE FUN!! -Beyond the Blue sky- （2024年7月27日・28日、少女の声[448][449]）
- 人形劇 Thunderbolt Fantasy 東離劍遊紀4（2024年、霸王玉[450][初出 3]）
- ファイルーズあい ポップアップストア「MALAIKA」（2024年11月1日 - 12月1日、池袋PARCO 本館6F 0% IKEBUKURO / 2025年1月25日 - 2月11日、梅田ロフト 4F イベントスペース）[451][452]
- IMMERSIVE JOURNEY「Horizon of Khufu 〜古代エジプトへの旅〜」（2024年、ガイド[453]）
- Summer Pocketsのキャラボイスと巡る！男木島・女木島の聖地巡礼ガイドツアー 音声ガイド（2024年、神山識[454]）

## ディスコグラフィ

### キャラクターソング
| 発売日   | 商品名                                                                                         | 歌 | 楽曲                                                                        | 備考 |
| 2019年   | 2019年                                                                                         | 2019年 | 2019年                                                                      | 2019年 |
| -------- | ---------------------------------------------------------------------------------------------- | --- | --------------------------------------------------------------------------- | --- |
| 7月24日  | お願いマッスル/マッチョアネーム？                                                              | 紗倉ひびき（ファイルーズあい）、街雄鳴造（石川界人） | 「お願いマッスル」                                                          | テレビアニメ『ダンベル何キロ持てる？』オープニングテーマ |
| 2020年   |                                                                                                | |                                                                             | |
| 1月22日  | ♡桃色片想い♡                                                                                   | えりぴよ（ファイルーズあい） | 「♡桃色片想い♡」                                                            | テレビアニメ『推しが武道館いってくれたら死ぬ』エンディングテーマ                                                                                                |
| 2月26日  | 神田川JET GIRLS BD・DVD第2巻特典CD                                                             | ジェニファー・ビーチ（Lynn）、エミリー・オレンジ（ファイルーズあい） | 「オマカセHERE☆WE☆GO☆」                                                     | テレビアニメ『神田川JET GIRLS』関連曲 |
| 8月5日   | ひらいて☆ミュージックゲート                                                                    | 安西ときわ（ファイルーズあい） | 「アストロ・コード」                                                        | テレビアニメ『ミュークルドリーミー』関連曲 |
| 12月11日 | Summer Pockets キャラクターソング『Sing!2』                                                    | 神山識（ファイルーズあい） | 「Don't Cry Red」                                                           | ゲーム『Summer Pockets REFLECTION BLUE』関連曲 |
| 2021年   |                                                                                                | |                                                                             | |
| 4月21日  | SHOW BY ROCK!! BEST Vol.4                                                                      | ゼロティックホリック | 「ジェネリックヒロイン」 「カクレンボ」 「センチメンタル・バニラ」          | ゲーム『SHOW BY ROCK!! Fes A Live』関連曲 |
| 5月26日  | キスイダ！                                                                                     | 如月玲於奈（竹達彩奈）、アリシア（ファイルーズあい）、ミザリサ（井澤詩織）、結城楓（古賀葵） | 「キスイダ！」                                                              | テレビアニメ『究極進化したフルダイブRPGが現実よりもクソゲーだったら』エンディングテーマ                                                                         |
| 5月26日  | キラッとプリ☆チャン♪ソングコレクション 〜 from SUNSHINE CIRCUS 〜                              | アリス（ファイルーズあい） | 「sunshine smiles」                                                         | テレビアニメ『キラッとプリ☆チャン』挿入歌 |
| 5月26日  | キラッとプリ☆チャン♪ソングコレクション 〜 from SUNSHINE CIRCUS 〜                              | ALIVE | 「アドリブ・デスティニー」                                                  | テレビアニメ『キラッとプリ☆チャン』挿入歌 |
| 6月21日  | 騒乱前夜                                                                                       | B-Transition | 「騒乱前夜」                                                                | 『BURNS SKOOL』関連曲 |
| 7月21日  | トロピカル〜ジュ！プリキュア ボーカルアルバム 〜トロピカる！MUSIC BOX〜                        | トロピカる部 | 「Viva! Spark!トロピカル〜ジュ！プリキュア トロピカる部Ver.」               | テレビアニメ『トロピカル〜ジュ!プリキュア』関連曲 |
| 7月21日  | トロピカル〜ジュ！プリキュア ボーカルアルバム 〜トロピカる！MUSIC BOX〜                        | 夏海まなつ（ファイルーズあい） | 「OH! TEMPT SUMMER DAY」                                                    | テレビアニメ『トロピカル〜ジュ!プリキュア』関連曲 |
| 7月21日  | トロピカル〜ジュ！プリキュア ボーカルアルバム 〜トロピカる！MUSIC BOX〜                        | 夏海まなつ（ファイルーズあい）、ローラ（日高里菜） | 「プリティル〜ジュデイズ！」                                                | テレビアニメ『トロピカル〜ジュ!プリキュア』関連曲 |
| 7月21日  | トロピカル〜ジュ！プリキュア ボーカルアルバム 〜トロピカる！MUSIC BOX〜                        | キュアサマー（ファイルーズあい）、キュアコーラル（花守ゆみり）、キュアパパイア（石川由依）、キュアフラミンゴ（瀬戸麻沙美）、キュアラメール（日高里菜） | 「おもいきりトロピカル！」                                                  | テレビアニメ『トロピカル〜ジュ!プリキュア』関連曲 |
| 8月11日  | Viva! Spark!トロピカル〜ジュ!プリキュア with トロピカる部/なかよしのうた/あこがれ Go My Way!!  | Machico、コーラス：トロピカる部 | 「Viva! Spark!トロピカル〜ジュ！プリキュア with トロピカる部」              | テレビアニメ『トロピカル〜ジュ！プリキュア』後期オープニングテーマ 劇場アニメ『映画 トロピカル〜ジュ!プリキュア 雪のプリンセスと奇跡の指輪!』オープニングテーマ |
| 8月25日  | 「マギアレコード魔法少女まどか☆マギカ外伝」Music Collection 2                                  | ネオマギウス | 「イデオロギー」                                                            | ゲーム『マギアレコード 魔法少女まどか☆マギカ外伝』関連曲 |
| 9月6日   | Gradation Age                                                                                  | 公野太陽（藤原夏海）、犬江草太（石上静香）、藤井エルヴィス（ファイルーズあい） | 「Gradation Age」                                                           | 『BURNS SKOOL』関連曲 |
| 9月27日  | TO-B                                                                                           | B-Transition | 「TO-B」                                                                    | 『BURNS SKOOL』関連曲 |
| 10月20日 | シャンティア〜しあわせのくに〜                                                                 | キュアサマー（ファイルーズあい）、キュアコーラル（花守ゆみり）、キュアパパイア（石川由依）、キュアフラミンゴ（瀬戸麻沙美）、キュアラメール（日高里菜） | 「シャンティア〜しあわせのくに〜」                                          | 劇場アニメ『映画 トロピカル〜ジュ!プリキュア 雪のプリンセスと奇跡の指輪!』挿入歌                                                                                |
| 10月20日 | シャンティア〜しあわせのくに〜                                                                 | キュアサマー（ファイルーズあい）、キュアコーラル（花守ゆみり）、キュアパパイア（石川由依）、キュアフラミンゴ（瀬戸麻沙美）、キュアラメール（日高里菜）、キュアブロッサム（水樹奈々）、キュアマリン（水沢史絵）、キュアサンシャイン（桑島法子）、キュアムーンライト（久川綾） | 「シャンティア〜しあわせのくに〜」（エンディング主題歌Ver.）                | 劇場アニメ『映画 トロピカル〜ジュ!プリキュア 雪のプリンセスと奇跡の指輪!』エンディングテーマ                                                                    |
| 11月18日 | 人生レシピ                                                                                     | ゼロティックホリック | 「人生レシピ」                                                              | ゲーム『SHOW BY ROCK!! Fes A Live』関連曲 |
| 2022年   |                                                                                                | |                                                                             | |
| 2月2日   | トロピカル〜ジュ！プリキュア ボーカルベスト                                                    | ローラ（日高里菜）、夏海まなつ（ファイルーズあい）、涼村さんご（花守ゆみり）、一之瀬みのり（石川由依）、滝沢あすか（瀬戸麻沙美） | 「なかよしのうた〜いっしょにうたおう♪だいすきなともだち〜」                 | テレビアニメ『トロピカル〜ジュ!プリキュア』挿入歌 |
| 6月26日  | Nameless PRidE                                                                                 | B-Transition | 「Nameless PRidE」                                                          | 『BURNS SKOOL』関連曲 |
| 7月6日   | くノ一ツバキの胸の内 あかね組音楽集                                                            | スミレ（ファイルーズあい）、アザミ（朝井彩加）、タンポポ（井上ほの花） | 「あかね組活動日誌 〜酉班〜」                                               | テレビアニメ『くノ一ツバキの胸の内』エンディングテーマ |
| 7月6日   | くノ一ツバキの胸の内 あかね組音楽集                                                            | あかね組ねうしとらうたつみうまひつじさるとりいぬい | 「あかね組活動日誌 〜ねうしとらうたつみうまひつじさるとりいぬい大集合！〜」 | テレビアニメ『くノ一ツバキの胸の内』エンディングテーマ |
| 7月8日   | 鯛・餡・来・福                                                                                 | えび天娘。 | 「鯛・餡・来・福」                                                          | 『モンソニ！』関連曲 |
| 9月19日  | FiRST STEP                                                                                     | FFF | 「FiRST STEP」                                                              | 『シャインポスト』関連曲 |
| 10月4日  | ウマ娘 プリティーダービー Solo Vocal Tracks Vol.5 －4th EVENT SPECIAL DREAMERS!! EXTRA STAGE－ | シリウスシンボリ（ファイルーズあい） | 「We are DREAMERS!!（Game Size）」                                          | ゲーム『ウマ娘 プリティーダービー』関連曲 |
| 11月27日 | 東方ダンマクカグラ ミュージックコレクション・幻                                                | IOSYS feat. チルノ（ファイルーズあい） | 「はなまる！さいきょうハイパーチルノ」                                      | ゲーム『東方ダンマクカグラ』関連曲 |
| 11月30日 | Darling in the Night                                                                           | 七陰 | 「Darling in the Night」                                                    | テレビアニメ『陰の実力者になりたくて!』エンディングテーマ |
| 2023年   |                                                                                                | |                                                                             | |
| 3月22日  | SILENTHATED                                                                                    | 空木ムギ（ファイルーズあい） | 「被投降拒否（空木ムギの場合）」                                            | 『十五少女』関連曲 |
| 3月22日  | Pフィーバーダンベル何キロ持てる? デジタルシングル                                              | 紗倉ひびき（ファイルーズあい）、街雄鳴造（石川界人） | 「恋するマッスル」 「必殺マッソー」                                         | パチンコ『Pフィーバーダンベル何キロ持てる?』関連曲 |
| 3月29日  | アニメ『うまゆる』アルバム                                                                     | スペシャルウィーク（和氣あず未）、サイレンススズカ（高野麻里佳）、トウカイテイオー（Machico）、マルゼンスキー（Lynn）、オグリキャップ（高柳知葉）、ゴールドシップ（上田瞳）、ウオッカ（大橋彩香）、ダイワスカーレット（木村千咲）、グラスワンダー（前田玲奈）、メジロマックイーン（大西沙織）、エルコンドルパサー（髙橋ミナミ）、テイエムオペラオー（徳井青空）、シンボリルドルフ（田所あずさ）、エアグルーヴ（青木瑠璃子）、アグネスデジタル（鈴木みのり）、セイウンスカイ（鬼頭明里）、ファインモーション（橋本ちなみ）、マヤノトップガン（星谷美緒）、ユキノビジン（山本希望）、アグネスタキオン（上坂すみれ）、イナリワン（井上遥乃）、ウイニングチケット（渡部優衣）、エアシャカール（津田美波）、トーセンジョーダン（鈴木絵理）、ナカヤマフェスタ（下地紫野）、ナリタタイシン（渡部恵子）、ハルウララ（首藤志奈）、マチカネフクキタル（新田ひより）、メイショウドトウ（和多田美咲）、キングヘイロー（佐伯伊織）、マチカネタンホイザ（遠野ひかる）、ダイタクヘリオス（山根綺）、ツインターボ（花井美春）、シリウスシンボリ（ファイルーズあい）、ツルマルツヨシ（青山吉能）、シンボリクリスエス（春川芽生）、タニノギムレット（松岡美里）、ハッピーミーク（吉咲みゆ） | 「うまぴょい伝説（Game Size）」                                             | Webアニメ『うまゆる』エンディングテーマ |
| 3月31日  | MVP                                                                                            | ゼロティックホリック | 「MVP」                                                                     | 『SHOW BY ROCK!!』関連曲 |
| 5月10日  | 推しが武道館いってくれたら死ぬ コンプリートボーカルアルバム「きみのために生きてる」            | えりぴよ（ファイルーズあい）、市井舞菜（立花日菜） | 「♡桃色片想い♡ [Special ED ver.]」                                          | テレビアニメ『推しが武道館いってくれたら死ぬ』エンディングテーマ                                                                                                |
| 6月10日  | Everything Happens for a reason/暴走少女愛伝茶茶                                               | アナーキー（ファイルーズあい）、ブルー（愛美）、ピンク（黒沢ともよ） | 「暴走少女愛伝茶茶」                                                        | テレビアニメ『魔法少女マジカルデストロイヤーズ』関連曲 |
| 8月23日  | The Block Party -HOMIEs-                                                                       | 邪答院仄仄（ファイルーズあい） | 「おままごと」                                                              | 『ヒプノシスマイク』関連曲 |
| 9月11日  | マジックパーテーションP                                                                        | B-Transition | 「マジックパーテーション」                                                  | 『BURNS SKOOL』関連曲 |
| 9月13日  | ウマ娘 プリティーダービー WINNING LIVE 14                                                      | ゴールドシップ（上田瞳）、ウオッカ（大橋彩香）、エルコンドルパサー（髙橋ミナミ）、マンハッタンカフェ（小倉唯）、エアシャカール（津田美波）、エイシンフラッシュ（藤野彩水）、ナカヤマフェスタ（下地紫野）、サトノダイヤモンド（立花日菜）、キタサンブラック（矢野妃菜喜）、シリウスシンボリ（ファイルーズあい）、サクラローレル（真野美月）、ネオユニヴァース（白石晴香）、タップダンスシチー（篠田みなみ） | 「L’Arc de gloire」                                                         | ゲーム『ウマ娘 プリティーダービー』関連曲 |
| 9月13日  | ウマ娘 プリティーダービー WINNING LIVE 14                                                      | シリウスシンボリ（ファイルーズあい） | 「GALACTIC PLAYER」                                                         | ゲーム『ウマ娘 プリティーダービー』関連曲 |
| 9月13日  | ウマ娘 プリティーダービー WINNING LIVE 14                                                      | ゴールドシップ（上田瞳）、ウオッカ（大橋彩香）、エルコンドルパサー（髙橋ミナミ）、マンハッタンカフェ（小倉唯）、エアシャカール（津田美波）、エイシンフラッシュ（藤野彩水）、ゴールドシチー（香坂さき）、トーセンジョーダン（鈴木絵理）、ナカヤマフェスタ（下地紫野）、メジロパーマー（のぐちゆり）、ダイタクヘリオス（山根綺）、サトノダイヤモンド（立花日菜）、キタサンブラック（矢野妃菜喜）、シリウスシンボリ（ファイルーズあい）、サクラローレル（真野美月）、ネオユニヴァース（白石晴香）、タップダンスシチー（篠田みなみ） | 「うまぴょい伝説」                                                          | ゲーム『ウマ娘 プリティーダービー』関連曲 |
| 11月24日 | ようこそ！銭天堂へ/しあわせいっぱい！ニャンダフルパフェ                                        | 金色の招き猫たち | 「ようこそ！銭天堂へ」 「しあわせいっぱい！ニャンダフルパフェ」             | テレビアニメ『ふしぎ駄菓子屋 銭天堂』関連曲 |
| 2024年   |                                                                                                | |                                                                             | |
| 1月1日   | AGE OF ARISE                                                                                   | B-Transition | 「AGE OF ARISE」                                                            | 『BURNS SKOOL』関連曲 |
| 1月17日  | 好きがレベチ                                                                                   | エレノーラ・ヒルローズ（日高里菜）、ユミエラ・ドルクネス（ファイルーズあい） | 「好きがレベチ」                                                            | テレビアニメ『悪役令嬢レベル99 〜私は裏ボスですが魔王ではありません〜』エンディングテーマ                                                                       |
| 2月4日   | Sky Love オリジナルサウンドトラック                                                            | ラブ・ハート（ファイルーズあい） | 「SKY HIGH」                                                                | パチスロ『Sky Love』関連曲 |
| 7月9日   | 真夜中ぱんチ テーマソングデジタルシングル                                                      | りぶ（ファイルーズあい）、苺子（伊藤ゆいな）、譜風（羊宮妃那）、 十景（上田瞳）、ゆき（茅野愛衣） | 「ギミギミ」                                                                | テレビアニメ『真夜中ぱんチ』オープニングテーマ |
| 7月12日  | なんものいいじゃん                                                                             | なんものオールスターズ | 「なんものいいじゃん」                                                      | 『なんでもいきもの』関連曲 |
| 8月27日  | ナイトダイバー                                                                                 | りぶ（ファイルーズあい）、苺子（伊藤ゆいな）、譜風（羊宮妃那）、十景（上田瞳) | 「ナイトダイバー」                                                          | テレビアニメ『真夜中ぱんチ』エンディングテーマ |
| 8月31日  | ウマ娘 プリティーダービー Solo Vocal Tracks Vol.10 Twinkle Circle! in HAKODATE                 | シリウスシンボリ（ファイルーズあい） | 「L'Arc de gloire（Game Size）」                                            | ゲーム『ウマ娘 プリティーダービー』関連曲 |
| 2025年   |                                                                                                | |                                                                             | |
| 1月18日  | のりおにぎりのうた                                                                             | のりおにぎり（ファイルーズあい） | 「のりおにぎりのうた」                                                      | 『なんでもいきもの』関連曲 |
| 1月18日  | のりおにぎりのうた                                                                             | のりおにぎり（ファイルーズあい） feat. カニ（井澤詩織）、エビ（松田颯水） | 「のりおにぎりのうた〜具〜」                                                | 『なんでもいきもの』関連曲 |
| 1月29日  | プリンセスコネクト！Re:Dive PRICONNE CHARACTER SONG 43                                         | ヤマト（ファイルーズあい）、ワカナ（石見舞菜香）、フブキ（花井美春） | 「バンディ・ラウディ・ショータイム！！」                                    | ゲーム『プリンセスコネクト！Re:Dive』挿入歌 |
| 2月12日  | 沖縄で好きになった子が方言すぎてツラすぎる Cover Songs                                         | ひーなー（鬼頭明里）、かーなー（ファイルーズあい） | 「島人ぬ宝」 「あなたに」 「Best Friend」                                   | テレビアニメ『沖縄で好きになった子が方言すぎてツラすぎる』エンディングテーマ                                                                                    |
| 2月12日  | 沖縄で好きになった子が方言すぎてツラすぎる Cover Songs                                         | かーなー（ファイルーズあい） | 「島人ぬ宝」 「あなたに」 「Best Friend」                                   | テレビアニメ『沖縄で好きになった子が方言すぎてツラすぎる』関連曲                                                                                                |
| 4月16日  | ボールパークでShake！Don't Shake！                                                             | ルリコ（ファイルーズあい）、こひなた（内田真礼）、アオナ（長谷川育美）、こころ（瀬戸桃子）、サラ（相良茉優） | 「ボールパークでShake！Don't Shake！」                                      | テレビアニメ『ボールパークでつかまえて!』エンディングテーマ |
| 4月18日  | ボーダーライト                                                                                 | FFF | 「ボーダーライト」                                                          | ゲーム『シャインポスト Be Your アイドル!』関連曲 |
| 5月9日   | 0 to Infinity                                                                                  | FFF | 「0 to Infinity」                                                           | ゲーム『シャインポスト Be Your アイドル!』関連曲 |
| 5月14日  | 「ニートくノ一となぜか同棲はじめました」エンディングテーマソングス                             | 出浦白津莉（矢野妃菜喜）、百地彩夢（ファイルーズあい）、和泉緋那（会沢紗弥）、夏見叶愛（木野日菜） | 「ダラシナイEveryday」                                                      | テレビアニメ『ニートくノ一となぜか同棲はじめました』エンディングテーマ                                                                                          |
| 5月30日  | ACROSS THE UNIVERSE                                                                            | FFF | 「ボーダーライト」                                                          | ゲーム『シャインポスト Be Your アイドル!』関連曲 |

### その他参加楽曲
| 発売日        | 商品名                                | 歌                                 | 楽曲                               | 備考                                                            |
| ------------- | ------------------------------------- | ---------------------------------- | ---------------------------------- | --------------------------------------------------------------- |
| 2021年9月17日 | Onsen Theme song Collection album 1st | M.C.アルホッブ（ファイルーズあい） | 「Shout My Love!Shout Your Love!」 | Webラジオ『ファイルーズあいの“愛”・ルーズ・Fight!』テーマソング |

## ライブ

### 合同ライブ
| 出演日        | タイトル                            | 会場         |
| ------------- | ----------------------------------- | ------------ |
| 2024年1月20日 | 全プリキュア 20th Anniversary LIVE! | 横浜アリーナ |